# Sabatia pustulosa
Sabatia pustulosa is een slakkensoort uit de familie van de Scaphandridae. De wetenschappelijke naam van de soort is voor het eerst geldig gepubliceerd in 1895 door Dall.